# Åkermans ören
Åkermans ören är en ö i Finland. Den ligger i Skärgårdshavet och i kommunen Pargas i den ekonomiska regionen  Åboland i landskapet Egentliga Finland, i den sydvästra delen av landet. Ön ligger omkring 57 kilometer väster om Åbo och omkring 200 kilometer väster om Helsingfors.
Öns area är 0,5 hektar och dess största längd är 150 meter i öst-västlig riktning.